# Humvee

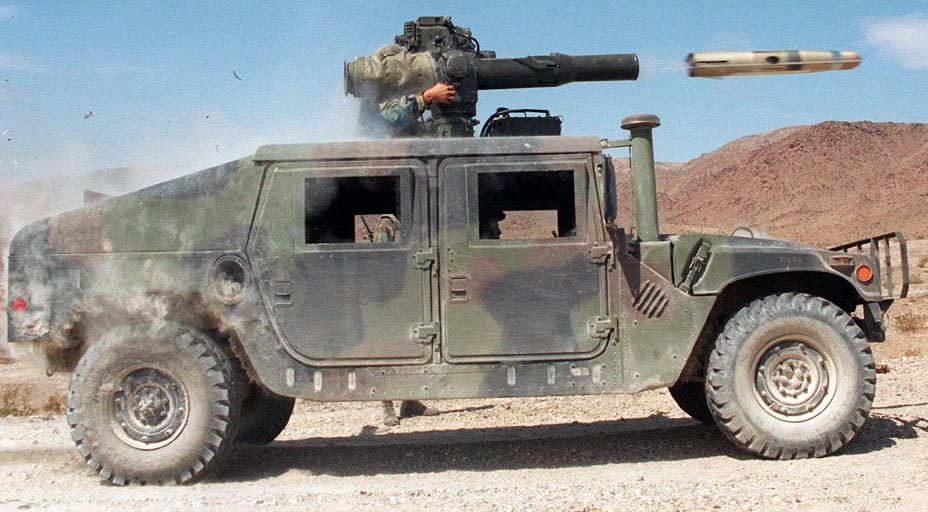
Một chiếc HMMWV bắn một tên lửa TOW.

Humvee là loại xe được sản xuất để sử dụng trong quân đội Hoa Kỳ từ đầu thập niên 1980. Tên tiếng Anh là High Mobility Multipurpose Wheeled Vehicle (HMMWV – xe đa dụng với tính năng di động cao) hay còn được gọi tắt là Humvee.
Humvee được sản xuất nhằm thay thế dòng xe Jeep M151 vốn được sử dụng từ sau Thế chiến 2. Humvee là phương tiện vận tải chiến thuật hạng nhẹ đa chức năng như: tuần tra, trinh sát, chiến đấu, làm phương tiện đột kích hạng nhẹ, tải thương, làm xe chỉ huy và vận tải hạng nhẹ. Humvee được trang bị động cơ diesel V8 150 mã lực, số tự động, 4 bánh chủ động (4x4), có thể dễ dàng cơ động bằng máy bay. Humvee có tời tự cứu hộ với sức kéo 3000 kg và có sức chở từ 1200 kg đến 2200 tuỳ phiên bản

## Các đặc điểm
Chiếc Humvee (HMMWV) sử dụng các hệ thống treo độc lập và các khung trục số tương tự như trục khung để có được khoảng sáng gầm xe đủ 16 inche. Chiếc xe này cũng có các phanh đĩa ở cả bốn bánh, và thiết bị treo kiểu xương đòn kép ở bốn bánh.  Các phanh đĩa không được lắp ở bánh như những chiếc xe hơi thông thường, mà ở phía trong xe, gắn phía bên ngoài mỗi vi sai. Các vi sai trước và sau theo kiểu Torsen, và vi sai trung tâm kiểu thông thường, có thể khoá được.
Có ít nhất 17 biến thể HMMWV đang phục vụ trong Các lực lượng thiết giáp Hoa Kỳ. Những chiếc HMMWV đảm nhiệm nhiệm vụ chở hàng/lính, bệ phóng vũ khí tự động, xe cứu thương (bốn giường bệnh hay chuyên chở tám thương binh), bệ phóng tên lửa M220 TOW, chuyên chở M119 howitzer, bệ phóng M1097 Avenger Pedestal Mounted Stinger, phương tiện hỗ trợ trên không trực tiếp MRQ-12, xe chở phòng S250, và các nhiệm vụ khác. Chiếc HMMWV có khả năng lội nước sâu 2.5 ft (76 cm) trong điều kiện bình thường, hay 5 ft (1.5 m) với hệ thống hỗ trợ lội nước được lắp đặt.
Thiết bị lựa chọn gồm một tời (khả năng tải tối đa 6000 lb (2700 kg)) và giáp phụ trợ. Những xe chở quân bọc thép M1025/M1026 và M1043/M1044 có khả năng được lắp đặt và bắn súng phóng lựu MK19, súng máy hạng nặng M2, súng máy M240G/B và M249 SAW. Loại M1114 mới được giới thiệu với "giáp nâng cấp" HMMWV cũng có khả năng mang vũ khí tương tự. Ngoài ra, một số chiếc M1114 và M1116 với giáp nâng cấp và các model Phương tiện An ninh Thiết giáp M1117 có đặc trưng ở một Hệ thống Vũ khí Chung Điều khiển từ Xa (CROWS), cho phép pháo thủ tác chiến từ bên trong xe, và/hay hệ thống thám sát Boomerang chống bắn tỉa. Những cải tiến gần đây cũng đã dẫn tới sự phát triển model M1151, nhanh chóng khiến những model trước đó trở nên lỗi thời. Bằng cách thay thế M1114, M1116, và những kiểu HMMWV bọc thép thời kỳ đầu bằng một model duy nhất,nên Quân đội Mỹ hy vọng làm giảm chi phí bảo dưỡng nhờ những loại xe này.
ày
Đặc tính kỹ thuật của một chiếc Humvee tiêu chuẩn như sau:
- Chiều dài: 4.57 m
- Chiều rộng: 2.16 m
- Trọng lượng: 2359 kg
- Động cơ: Diesel V8, 6.2 lít 150 mã lực với 3,600 vòng/phút
- Hộp số: tự động 3 tốc độ
- Hệ thống thắng: 4 thắng đĩa thủy lực ở 4 bánh
- Dung tích nhiên liệu: 95 lít
- Tầm hoạt động:khoảng 560 km

## Lịch sử phát triển
Vào thập niên 70 quân đội Mỹ nhận thấy cần phải có một phương tiện vận tải đa dụng nhằm thay thế chiếc Jeep quen thuộc đã trở nên lỗi thời trong chiến tranh hiện đại. Vào năm 1980 hãng American Motors Corporation (AM General) đã đưa ra mẫu Humvee đầu tiên – chiếc M998 và nhanh chóng được quân đội Mỹ chấp nhận
Vào tháng 6 năm 1981, chính phủ Mỹ đã đặt hàng 55.000 chiếc Humvee các loại để trang bị cho quân đội Mỹ. Quá trình sản xuất kéo dài đến năm 1985. Humvee lần đầu tiên tham chiến vào năm 1989 khi Mỹ mở cuộc xâm lược Panama. Kể từ đó Humvee đã trở thành lực lượng xe cơ giới bộ binh hạng nhẹ chủ lực trong quân đội Mỹ. Khoảng 10.000 chiếc Humvee đã được liên quân sử dụng trong 2 cuộc chiến vùng Vịnh năm 1991-2003

## Sự trải nghiệm trên chiến trường

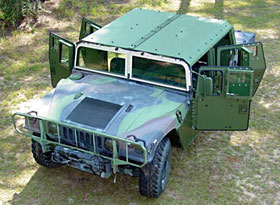
HMMWV với bộ giáp MAK

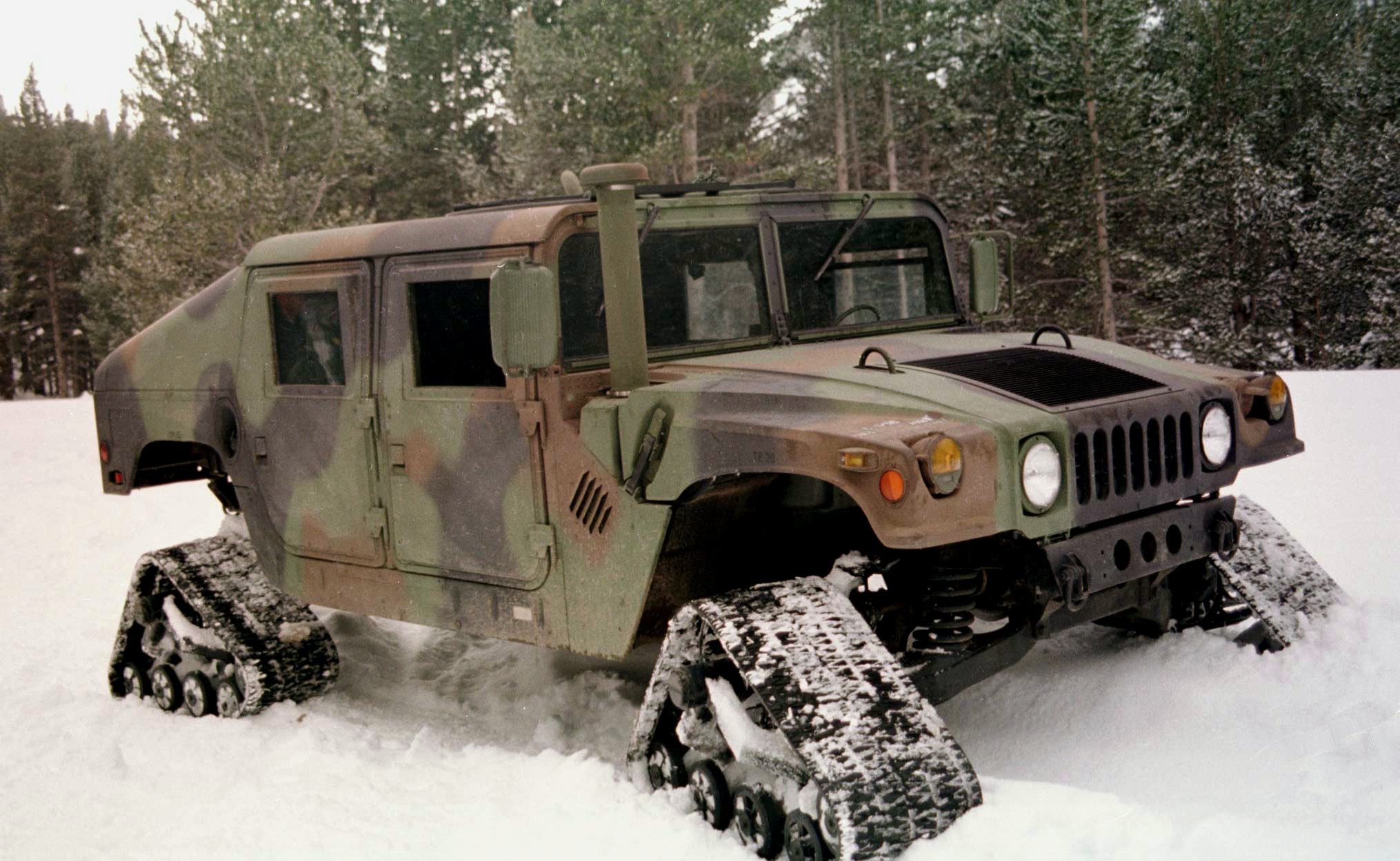
Một chiếc HMMWV với bánh Mattrack đi trên tuyết

Humvee ban đầu được thiết kế dành cho việc vận chuyển hàng hoá và người phía sau chiến tuyến. Tương tự như người tiền nhiệm của nó – chiếc Jeep, Humvee không được bọc thép hay trang bị vũ khí mạnh vì nhiệm vụ chính của nó không phải là chiến đấu. Humvee tham chiến ở nhiều chiến trường từ Panama, Somalia đến chiến tranh vùng Vịnh và Afganistan. Thiệt hại nặng nề đến với Humvee là ở chiến trường Somali, ở đó Humvee bị bắn hạ bằng đủ loại vũ khí từ súng trường tấn công AK cho đến súng chống tăng B-41                                                                                                          Vào tháng 12 năm 2004,Bộ trưởng Quốc phòng Mỹ Donald Rumfeld đã bị chỉ trích bởi các binh lính Mỹ bởi vì không trang bị tốt hơn cho xe HMMWV. Trải nghiệm từ việc này và các cuộc chiến nên quân đội Mỹ nhận thấy cần phải nâng cấp Humvee về giáp và vũ khí để tự bảo vệ mình. Hãng AM General đã phát triển mẫu M1114 bọc thép có thể chịu được đạn súng trường, nhưng việc sản xuất bị giới hạn từ năm 1996. Hãng này quay phát triển mẫu xe chiến đấu từ mẫu M998 ban đầu với động cơ thế hệ mới, có máy điều hoà, hệ thống treo cứng vững hơn. Quan trọng hơn hết là cửa xe được bọc thép tôi và kính chống đạn. Một số tấm thép được hàn thêm vào phía trước xe. Loại này được tham chiến tại Iraq, tuy nhiên những người lính vẫn chưa an tâm lắm với giáp được trang bị, họ thường gia cố thêm bằng các tấm thép khác hay đơn giản là các bao cát. Việc này là Humvee trở nên nặng nề hơn và kém linh hoạt do phải mang bộ giáp nặng từ 500 – 1000 kg. Việc mở cửa xe phải nhờ thiết bị trợ lực do cửa xe quá nặng. Thực tế trên chiến trường Iraq Humvee bị thiệt hại khá nhiều do chúng phải đảm nhiệm công việc chống du kích trên đường phố thay thế cho những chiếc xe tăng to lớn nặng nề mà vũ khí chống lại chúng cũng chính là vũ khí chống tăng như B-41 – thứ mà không có chiếc Humvee nào chịu đựng nổi. Ngoài ra Humvee còn phải chịu những cuộc phục kích bằng mìn đặt ven đường với những quả mìn chống tăng có sức mạnh hất tung cả 1 chiếc xe tăng.

## Các phiên bản phổ biến
- M998/M1038 xe tải cơ bản, không bọc thép, (không/có) mui.
- M966 / M1036 xe tải có gắn hoả tiễn TOW, bọc thép tối thiểu.
- M1045 / M1046: xe tải gắn hoả tiễn TOW, bọc thép đầy đủ
- M1025 / M1026: xe tải vũ trang, bọc thép tối thiểu
- M1043 / M1044/M1114: xe tải vũ trang, bọc thép đầy đủ
- M996: xe tải cứu thương nhỏ, 2 băng ca, bọc thép tối thiểu
- M997: xe tải cứu thương lớn, 4 băng ca, bọc thép tối thiểu
- M1035: xe tải cứu thương không bọc thép, 2 băng ca
- M1037 / M1042 xe tải chở S-250
- M1069: xe tải kéo pháo 105 mm.

Trong nội dung bài viết này xin giới thiệu hai phiên bản phổ biến nhất đó là M998/M1038 và M1025
M998 – phiên bản đầu tiên dành cho thủy quân lục chiến. Có khoảng 20.000 chiếc loại này được chế tạo. Đây là dòng xe chở quân hạng nhẹ, không bọc thép, tuy nhiên do tuỳ theo điều kiện chiến trường có thể được trang bị giáp mỏng dủ chống lại đạn súng bộ binh. Humvee M998 có thế chở hàng năng 1.200 kg hoặc 10 người (gồm đội lái 2 người và 8 lính). M998 có thể leo dốc 60 độ và chạy đường nghiêng 40 độ khi chở hết tải trọng và có thể lội nước sâu 1,5 m nếu trang bị thêm thiết bị đặc biệt. Các phiên bản cải tiến của dòng xe này là M998A1, M1038 M1038A1 và M1097. Trong đó M1097 là phiên bản cải tiến thành xe tải hạng nhẹ với khoang chứa hàng riêng biệt có thể chở được 2.200 kg hàng hoá.
M1025
Đây là phiên bản tác chiến. M1025 được bọc thép nhẹ có thể chống được đạn súng bộ binh. Humvee M1025 có thể gắn được súng trung liên M60 7,62 mm hoặc đại liên M2 12,7 mm, hoặc súng phóng lựu MK 19. Ụ gắn súng có thể xoay 360 o. Tương tự như các phiên bản chở quân hay hàng hoá, Humvee M1025 có cùng tính năng kỹ thuật. Các phiên bản nâng cấp là M1025A1, M1043, M1043A1, M1044 và M1044A1
Các loại vũ khí thường được trang bị trên Humvee
Tuỳ theo phiên bản mà Humvee được trang bị các loại vũ khí khá nhau, từ trung liên 7,62, đại liên 12,7 mm, súng phóng lưu, hoả tiễn chống tăng và cả tên lửa phòng không

## Hướng phát triển trong tương lai
Với những hạn chế mà chiếc chiếc Humvee M998 – vốn đã phục vụ trong quân đội hơn 20 năm- mắc phải nên Bộ quốc phòng Mỹ dự định cho Humvee M998 "nghỉ hưu" và cần có một phiên bản mới "kế thừa" vị trí quan trọng này. Bộ Quốc phòng Mỹ đã trình công văn lên quốc hội yêu cầu triển khai kế hoạch chế tạo mẫu xe quân sự mới thay thế chiếc M998. Hiện có khoảng 7 công ty tập trung nghiên cứu thiết kế mẫu xe Humvee mới. Sau đó thời gian dành cho phát triển là 15 tháng và một năm thử nghiệm để cho kết quả cuối cùng.
Trong các phiên bản tham gia đáng kể là mẫu JLTV PDQ của công ty BAE Systems - một trong 3 nhà thầu lớn nhất của quân đội Mỹ. Sản phẩm là kết quả hợp tác phát triển của nhà sản xuất xe hạng nặng International và Navistar - phân nhánh chuyên sản xuất xe và khí tài quân sự của International.
JLTV PDQ có tính năng đặc biệt, thân xe có bọc thép thiết kế góc nghiêng có khả năng làm lệch hướng của viên đạn hay mảnh bom mìn, trục cardan trang bị vỏ bảo vệ bằng thép, hệ thống treo có thể điều chỉnh được và trang bị thêm lớp giáp bọc thép kiên cố.
Mẫu thứ 2 đáng quan tâm là chiếc International FTTS (Future Tactical Truck System) do hãng Navistar International Corporation sản xuất. Xe được trang bị động cơ 387 mã lực với 5 số tự động. Xe được bọc thép 50 mm đủ sức chống lại đạn cỡ từ 20 mm trở xuống và có cấu trúc khung gầm có thể chống lại sức công phá của mìn. Đặc biệt xe này là một mẫu xe dạng "mở" có nghĩa là có thể phát triển nhiều loại khác nhau từ khung xe ban đầu. Việc trang bị vũ khí chưa được công bố nhưng nhà sản xuất cho biết họ đã thiết kế những giá đỡ có thể trang bị nhiều loại vũ khí khác nhau từ súng bộ binh cho đến tên lửa phòng không.
Tuy nhiên cho đến thời điểm này (2009) quân đội Mỹ vẫn chưa có những loại xe thay thế Humvee truyền thống, cho nên Humvee vẫn còn phục vụ ít nhất cũng 5 năm nữa.
Hãng chế tạo xe General Motors đã không bỏ qua cơ hội và lần lượt cho ra đời các phiên bản dân sự với mục đích kinh doanh - gọi là Hummer.

## Các mẫu xe tương tự Humvee trên thế giới

### Humvee Nga:GAZ-2975
Nga phát triển mẫu xe chiếc đấu riêng cho mình nhằm thay thế những chiếc UAZ già cỗi đã phục vụ gần 50 năm. Đó là chiếc GAZ-2975 Tiger, mẫu Humvee riêng của Nga. Chiếc này tương tự như chiếc Humvee M1114, có khối lượng 5 tấn, tải trọng 1 tấn, đội lái 4 người có thể trang bị nhiều loại vũ khí khác nhau trên nóc xe. Xe được bọc thép nhẹ chống đạn súng bộ binh và mảnh đạn pháo. GAZ-2975 thích hợp cho các chiến trường nguy hiểm như Chechnya nơi các cuộc phục kích bằng bom hay mìn bên đường diễn ra thường xuyên. Giá thành một chiếc GAZ-2975 khoảng 88.000 USD rẻ hơn nhiều so với Humvee M1114 (giá khoảng 145.000 USD)

### Humvee Trung Quốc – Đông Phong
Trung Quốc phát triển mẫu Humvee riêng của mình theo mẫu Humvee Mỹ với sự hỗ trợ của hãng General Motor. Có ít nhất 2 hãng xe của Trung Quốc sản xuất Humvee. Cả hai hãng này đều sao chép hầu hết các chi tiết quan trọng nhất như khung gầm, hộp số và động cơ. Trong đó hãng Dongfeng Motor Corporation với sự hỗ trợ nhiệt tình của hãng GM đã cho ra đời mẫu Humvee sao chép gần như 100% Humvee của Mỹ, Chiếc Eastwind – Đông Phong. Các hãng xe Trung Quốc dự định sẽ thiết kế lại mẫu Humvee riêng của mình với tỉ lệ nội địa hoá cao cho quân đội Trung Quốc. Bởi vì quân đội Trung Quốc không muốn sử dụng các thiết bị quân sự có quá nhiều chi tiết phụ thuộc và nước ngoài.

### MOWAG Eagle – Humvee Thuỵ Sĩ
Thuỵ Sĩ đã phát triển mẫu xe tương tự Humvee cho mình – chiếc MOWAG Eagle, xe bọc thép chiến đấu hạng nhẹ dùng cho các nhiệm vụ trinh sát, thông tin liên lạc, hộ tống và dùng cho cảnh sát. MOWAG Eagle được trang bị một đại liên gắn trên nóc, có thể điều khiển bằng tay hay tự động. Xe được bọc thép nhẹ, nặng 8,5 tấn, đội lái 4 người, có công suất 250 mã lực, tốc độ tối đa đạt 110 km/h
Xe chiến đấu bọc thép hạng nhẹ (LAV) của Nhật do hãng Komatsu chế tạo được phát triển từ năm 1997 để đáp ứng yêu cầu của lực lượng phòng vệ Nhật. Xe được bọc thép mỏng chống được đạn súng trường cá nhân và vũ trang với súng máy 12.7 mm và hỏa tiễn chống tăng, nhiệm vụ chủ yếu là tuần tra, tải thương và chỉ huy. Đội lái 4 người, vận tốc có thể đạt 100 km/h. Được đưa vào phục vụ quân đội Nhật vào năm 2002 và sau này đã tham chiến tại Iraq vào năm 2003.

### Xe điện

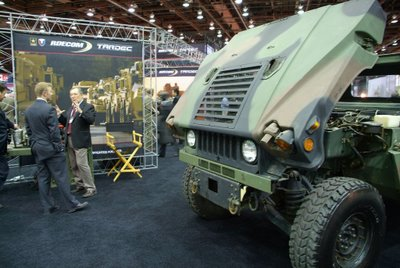
Humvee XM1124 Hybrid-Electric trên khung gầm một chiếc M1113 Humvee sử dụng động cơ hybrid diesel

Có một chiếc Humvee plug-in hybrid all-electric range 6 dặm (9,7 km).

## Thay thế HMMWV
Vì sự phổ biến của HMMWV, nhiều bộ phụ tùng đã được chế tạo để mọi người có thể tự tạo ra một chiếc xe giống HMMWV tại nhà. Tuy các bộ phụ tùng không cho phép bạn chế tạo một chiếc HMMWV từ bất kỳ một chiếc xe nào (xe lắp ráp), chúng thực sự cho phép bạn biến một chiếc sedan thành một chiếc xe giống với HMMWV. Một cách khác là mua một chiếc wombat ở giai đoạn tiền sản xuất. Có nhiều loại bộ phụ tùng, nhưng một trong những cái tên nổi tiếng nhất là "Wombat" (trước kia gọi là một HummBug). Chiếc xe này có thể được mua với giá $18,000.00; rẻ hơn rất nhiều so với một chiếc HMMWV thực tế ($56,400.00), hay Hummer. Tại Australia, một công ty tại Gold Coast tên là Rhino Buggies sản xuất những phiên bản giống với Hummer H1 dựa trên khung xe Nissan Patrol 4WD với giá khoảng $30,000 AUD.
Một số nhà lắp ráp ô tô địa phương tại Philippines thậm chí chế tạo những chiếc xe nhái HMMWV với kích thước thật. Chúng thường được lắp trên những khung gầm xe jeep, jeepneys, hay (trong trường hợp nhái theo kích thước thật) những chiếc xe tải nhỏ, và sử dụng các động cơ mạnh chạy xăng hay diesel. Nó giống hệt một chiếc HMMWV, nhưng nhỏ hơn về kích cỡ, và có giá tương tự một chiếc jeep "đặt hàng" (Php80,000 trở lên).

## Các phương tiện tương tự
- Tiuna -  HMMWV quân đội Venezuela

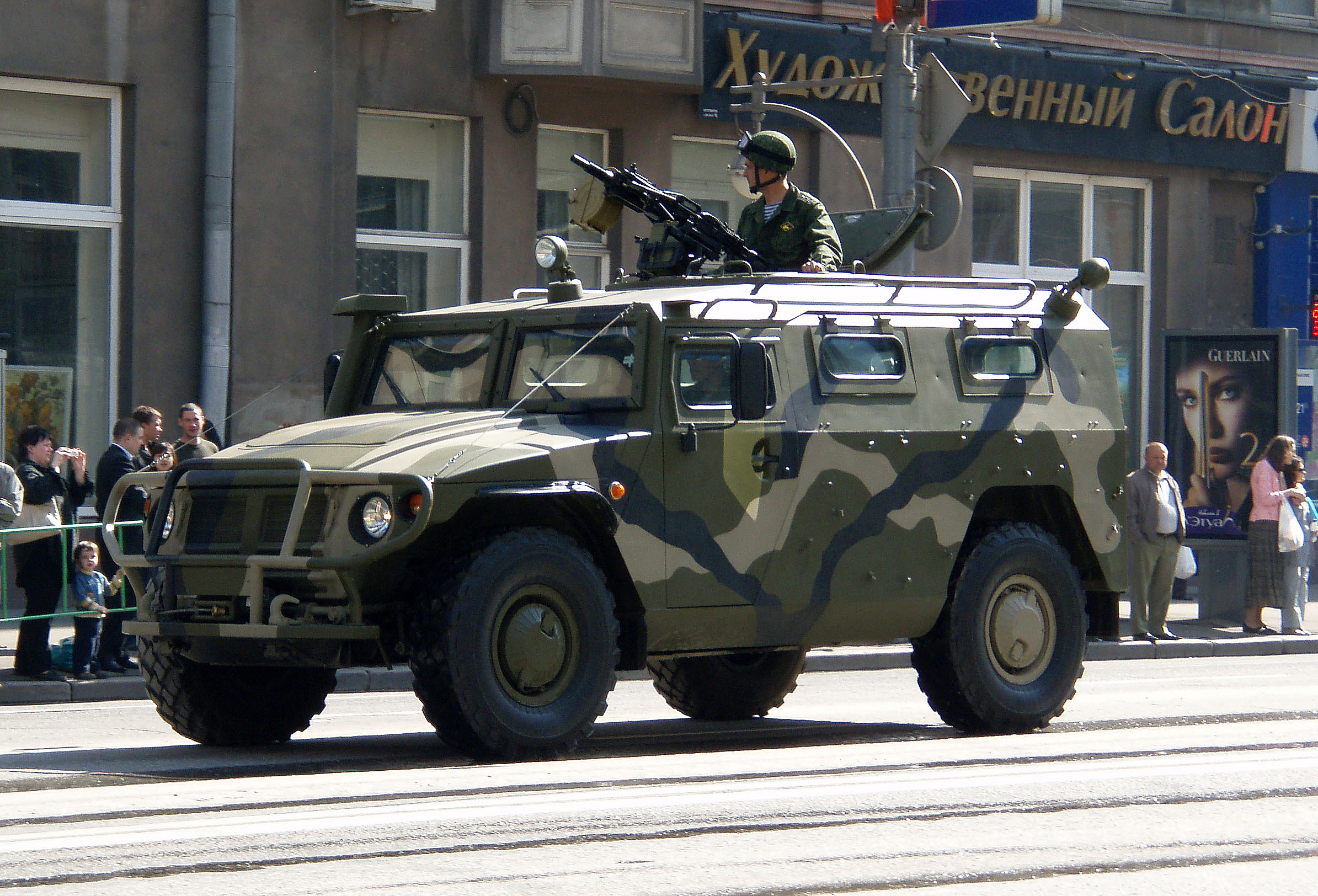
GAZ-2975 "Tigr" diễn tập Diễu binh mừng Chiến thắng Moscow

Mahindra Axe được phát triển theo Humvee cho Quân đội Ấn Độ

- GAZ-2975 "Tigr" - HMMWV Quân đội Nga hiện đang được sử dụng
- Koukidousya ("Xe cơ động cao") là một phiên bản quân sự của thiết kế Toyota Mega Cruiser HMMWV.  Koukidousya đang phục vụ trong Các Lực lượng Phòng vệ Nhật Bản.
- Mahindra Axe là một phương tiện kiểu HMMWV được dự định chế tạo bởi Mahindra ở Ấn Độ.[5]
- Iveco LMV
- LSV (Phương tiện Chuyên dụng Hạng nhẹ) là một phương tiện mới được sản xuất bởi Tata Motors và đang trải qua các thử nghiệm cho Quân đội Ấn Độ.
- URO VAMTAC (Vehículo de Alta Movilidad Táctico) là  một phương tiện quân sự bốn bánh chủ động của Tây Ban Nha được sản xuất bởi UROVESA.
- MOWAG Eagle
- Phương tiện Đa dụng Thủy quân (MMPV)

## Bên sử dụng
HMMWV được dùng ở các quốc gia sau:

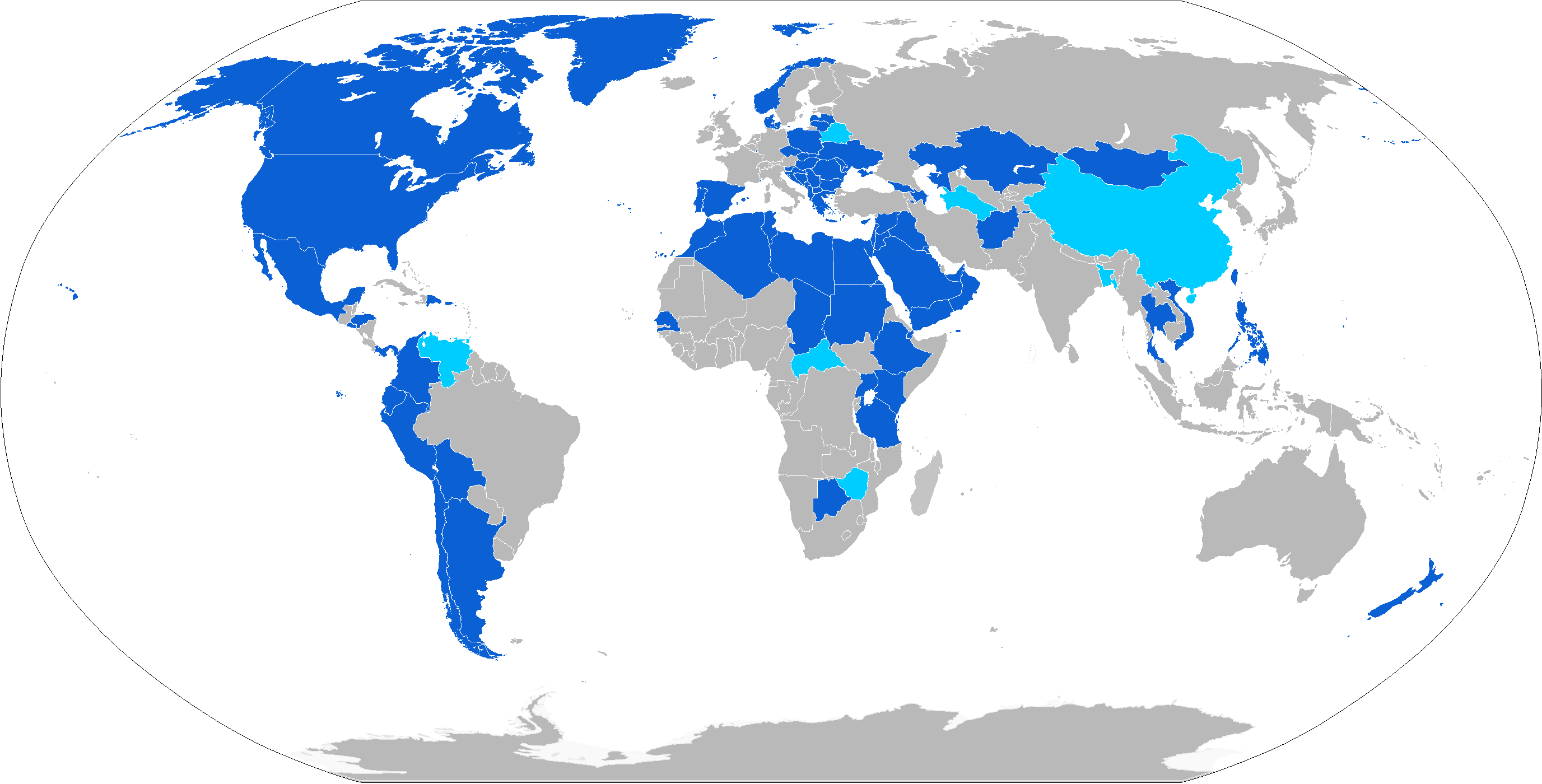
Bản đồ bên sử dụng HMMWV - màu xanh tối là bên sử dụng HMMWV nguyên bản, xanh sáng thể hiện bên sử dụng HMMWV của Trung Quốc

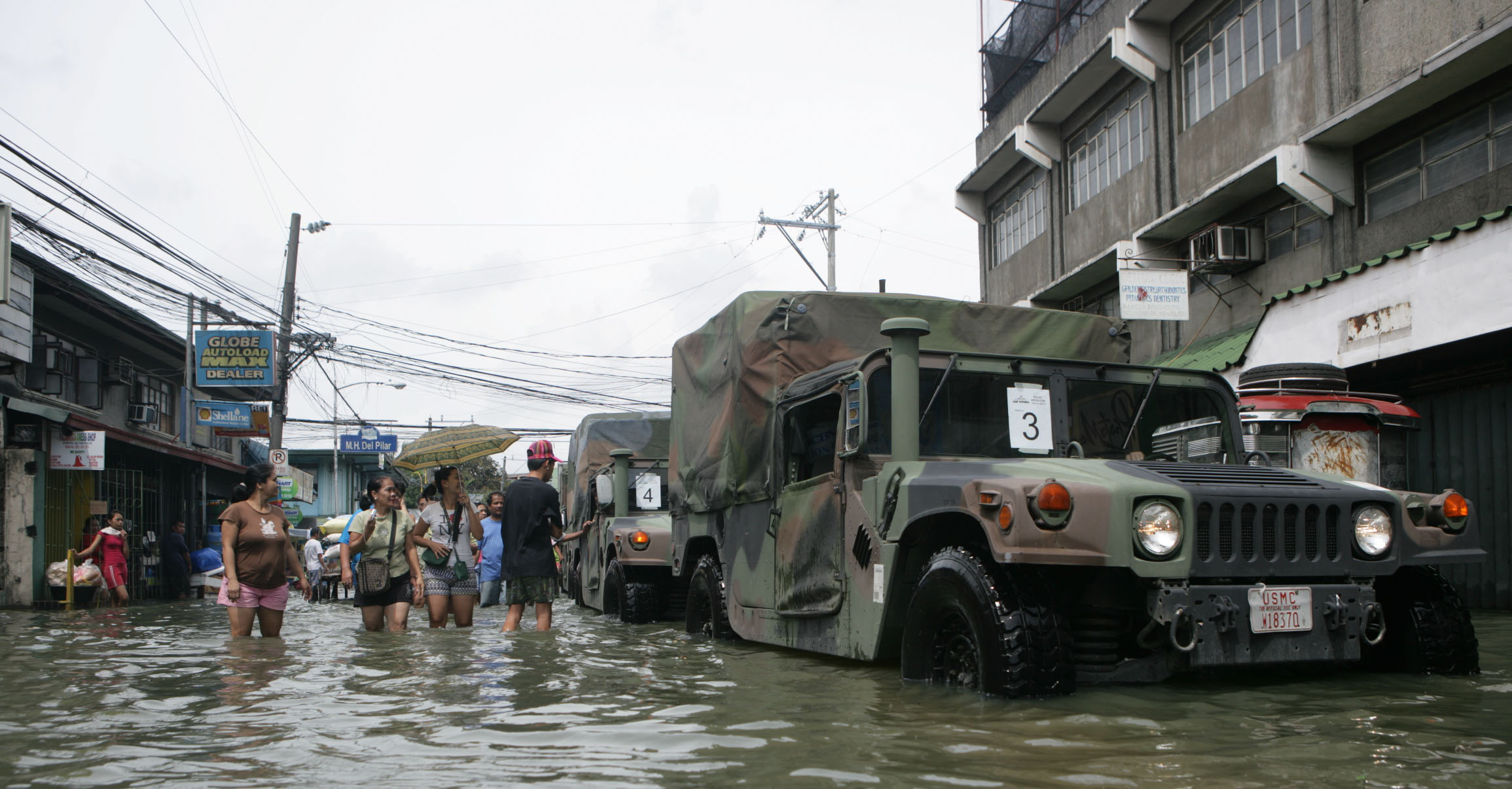
Những chiếc Humvee thuộc Quân đội Mỹ chuyên chở các gói thực phẩm cứu trợ của các nhà kinh doanh và tổ chức địa phương tới giúp đỡ các cộng đồng bị ảnh hưởng bởi cơn bão nhiệt đới Ketsana.

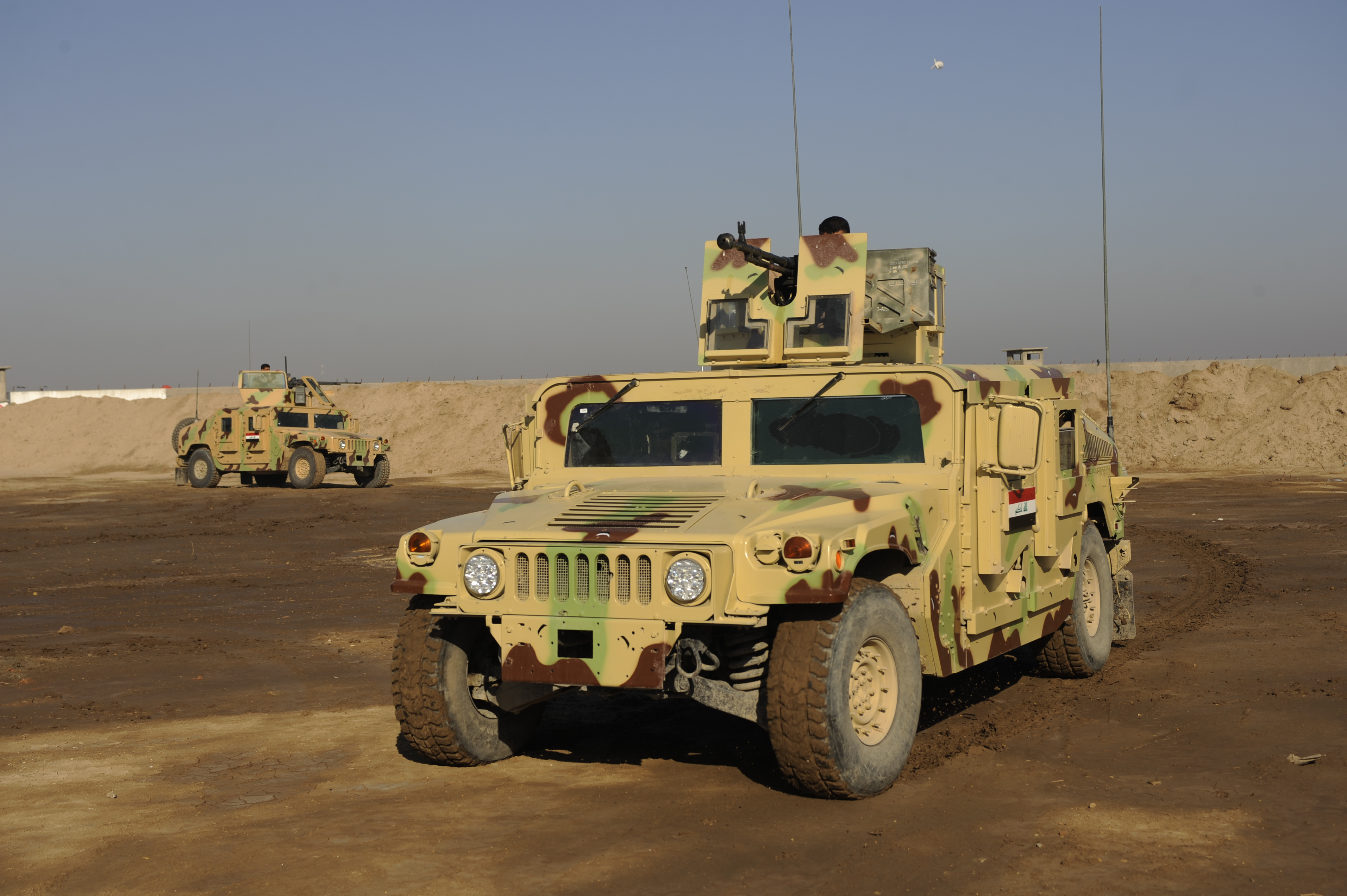
Những chiếc HMMWV của Iraq tại Camp Echo ở Iraq, 2008.

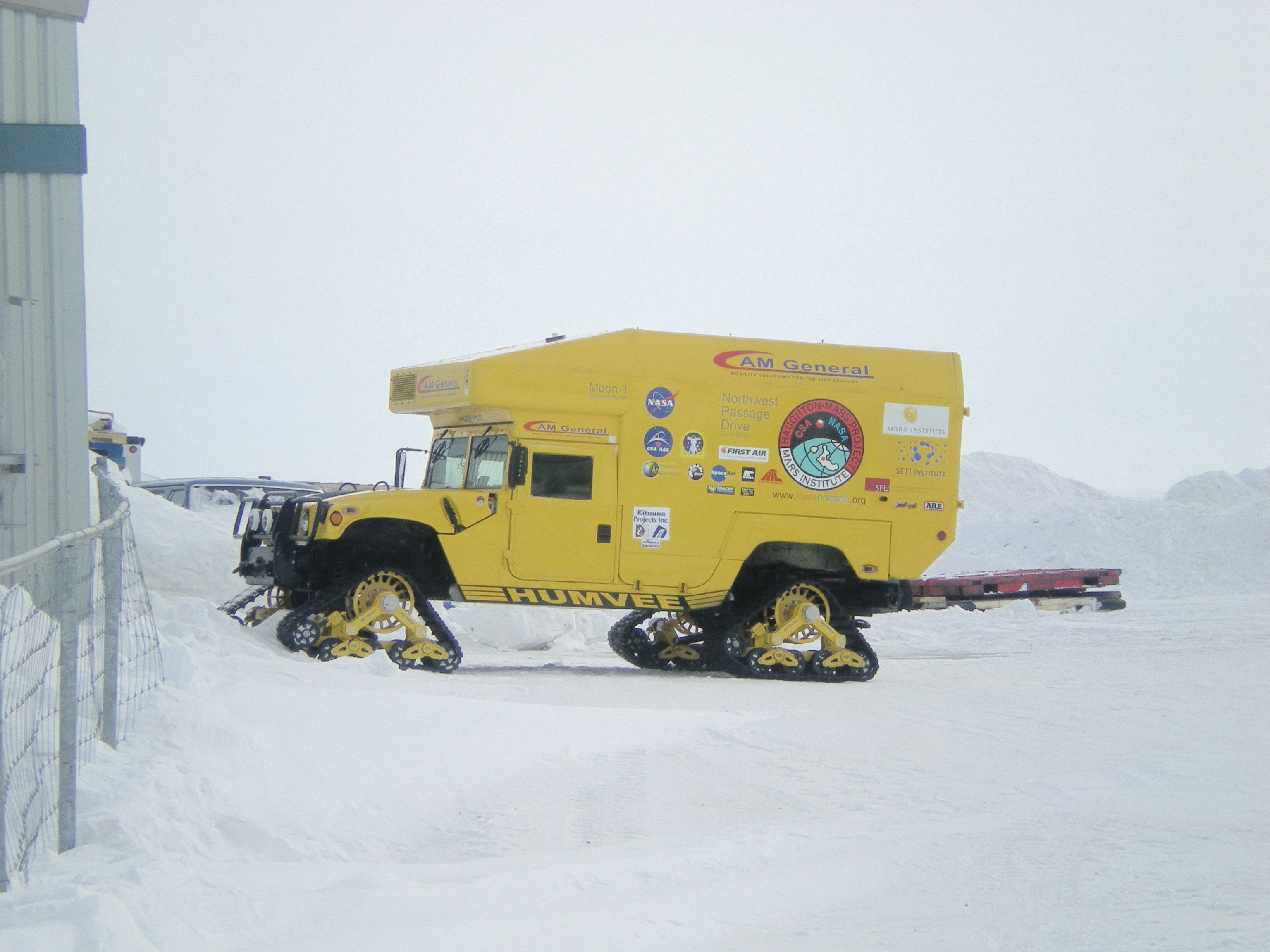
Moon-1 HMMWV Rover thuộc Viện sao Hoả ở Vịnh Cambridge chờ chiếc C-130 thuộc Phi đội Không vận số 109 đưa tới Sân bay Vịnh Resolute.

- Afghanistan - Bị Taliban chiếm giữ sau khi chính quyền tham nhũng của Afghanistan đầu hàng
- Albania - 20 phương tiện
- Algérie - 200+ phương tiện
- Argentina - EA: 34 phương tiện; FAA: 6; Hiến binh: xấp xỉ 12 phương tiện và IMARA: 140 phương tiện
- Bosna và Hercegovina - đã đặt hàng một số lượng nhỏ xe cho các đơn vị dỡ mìn đồn trú tại Iraq - 27
- Bolivia - xấp xỉ 50 phương tiện trong đơn vị chống ma tuý "Green Devils" và Tuần tra
- Bulgaria - 52 phương tiện, 50 là biến thể bọc thép M1114, hai là xe cứu thương.[6]
- Tchad
- Canada Canadian Forces - Các số lượng nhỏ (M1113 và M1117) được sử dụng bởi JTF-2 và CSOR tại Afghanistan; sẽ được thay thế bởi Jackal (MWMIK)[7]
- Chile - Quân đội 200+ phương tiện, Thủy quân 20+ phương tiện
- Colombia - 400+ phương tiện
- Croatia - 72 đơn vị, chủ yếu được sử dụng tại Afghanistan ISAF
- Cộng hòa Séc - Chủ yếu Nhóm Đơn vị Đặc biệt số 601[8]
- Đan Mạch - 100+ phương tiện, 30 trong số đó được trang bị TOW
- Cộng hoà Dominica
- El Salvador 20
- Ecuador - xấp xỉ 130 phương tiện trong Quân đội Ecuador.
- Ai Cập - 3890+
- Gruzia - 50+
- Hy Lạp - 600+ phương tiện được sản xuất bởi ELBO tại Hy Lạp theo giấy phép từ AM General)
- Hungary - 27 phương tiện cho các đơn vị tại Afghanistan
- Iraq - Được sử dụng bởi Quân đội Iraq Mới, Lực lượng An ninh Iraq và Kurdish Peshmerga (từ kho của Quân đội Hoa Kỳ).
- Israel - 2000+ phương tiện, trước kia được lắp ráp bởi AIL từ các bộ phận rời.
- Kazakhstan [9]
- Kenya - Một số phương tiện được sử dụng bởi lực lượng an ninh.[10]
- Latvia- 60 phơng tiện
- Liban - 732 phương tiện,[11][12].[11]
- Litva - khoảng 200 mua từ Mỹ
- Luxembourg - 43 phương tiện
- Cộng hoà Macedonia - 56 phương tiện
- México - 780+ phương tiện
- Mông Cổ - 30 phương tiện
- Montenegro[13][content cần kiểm chứng]
- Maroc
- Panama - 7 phương tiện
- Oman
- Philippines - 300 phương tiện
- Ba Lan - 217 phương tiện
- Perú - 12 phương tiện được Hoa Kỳ tặng năm 2009.
- Bồ Đào Nha
- Trung Hoa Dân Quốc (Đài Loan)
- România - xấp xỉ 100 phương tiện
- Nga - (8 phương tiện bị các lực lượng Nga chiếm trong cuộc Chiến tranh Nam Ossetia năm 2008)
- Ả Rập Xê Út - +15000 phương tiện.[cần dẫn nguồn]
- Serbia - 50 phương tiện được nâng cấp đặc biệt - được sử dụng bởi PTJ (Đơn vị chống khủng bố)
- Slovakia
- Slovenia - 30 phương tiện
- Hàn Quốc
- Tây Ban Nha - 150+ phương tiện chỉ được sử dụng bởi Infanteria de Marina (Quân đội dùng URO VAMTAC trong vai trò này)
- Taliban[14] - ít nhất hai chiếc bị Taliban và du kích quân Pakistan chiếm và sử dụng.[15]
- Thái Lan
- Thổ Nhĩ Kỳ - theo giấy phép bởi MKEK
- Ukraina - 10 phương tiện, tất cả đều do Hoa Kỳ tặng cho Tiểu đoàn Gìn giữ Hoà bình Ba Lan–Ukraina (UKRPOLBAT)
- UAE
- Hoa Kỳ - 250,000+
- Venezuela (M1097A1)
- Yemen - 13 phương tiện
- Zimbabwe (EQ2050)
- Việt Nam